# مرکز شهر تورنتو
هسته شهر تورنتو (به انگلیسی: Downtown Toronto) یک منطقهٔ مسکونی در کانادا است که در Old Toronto واقع شده‌است. هسته شهر تورنتو ۱۷ کیلومتر مربع مساحت و ۱۹۹٬۳۳۰ نفر جمعیت دارد. همچنین محل استقرار دولت شهری تورنتو و دولت انتاریو است.
این منطقه از بیشترین تراکم آسمان خراش‌ها و مشاغل کانادا برخوردار است و خط افق تورنتو را تشکیل می‌دهند. مرکز شهر تورنتو سومین آسمان خراش در آمریکای شمالی با ارتفاع بیش از ۲۰۰ متر (۶۵۶ فوت)، پشت شهر نیویورک و شیکاگو دارد.